# Heinrich Oster

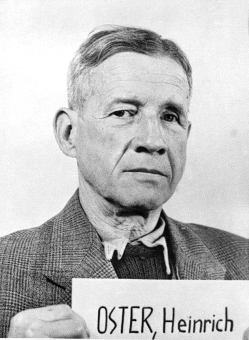
Heinrich Oster während der Nürnberger Prozesse

Heinrich Oster (* 9. Mai 1878 in Straßburg; † 29. Oktober 1954 in Essen) war ein deutscher Chemiker, Vorstand bei der BASF und I.G. Farben, und verurteilter Kriegsverbrecher. 

## Leben
Oster besuchte in Speyer das Gymnasium und leistete 1898 als sogenannter Einjährig-Freiwilliger seinen Militärdienst ab. Danach nahm er in Berlin ein Chemiestudium auf und schloss dieses 1903 mit Diplom ab. Nach dem Studienabschluss 1903 promovierte Oster 1905 mit einer Dissertation über Indophenie und war anschließend bei Agfa beschäftigt. Oster nahm als Soldat ab 1914 am Ersten Weltkrieg teil. Aufgrund einer Kriegsverletzung verlor Oster bald nach Kriegsbeginn sein linkes Auge. Er wurde dann zum Stab des Befehlshabers der deutschen Truppen in das Elsass abkommandiert und war ab 1917 als Kriegsamtskommissar des Waffen- und Munitionsbeschaffungsamtes bei der BASF tätig. 
Noch 1918 wurde er Direktor bei der BASF und dort bereits 1921 Vorstandsmitglied. Bei der I.G. Farben wurde er 1926 zum stellvertretenden Vorstandsmitglied berufen. Von 1931 bis zum Kriegsende 1945 war Oster ordentliches Vorstandsmitglied der I.G. Farben. Er gehörte dort dem „Arbeitsausschuss“ und 1937 dem Kaufmännischen Ausschuss sowie der Unterkommission „Düngemittel und Sprengstoffe“ an und führte die Geschäfte des Stickstoff-Syndikat GmbH. Oster war förderndes Mitglied der SS von 1935 bis 1939 und erhielt 1939 das Kriegsverdienstkreuz (KVK) erster Klasse verliehen. Am 8. Januar 1940 beantragte er die Aufnahme in die NSDAP und wurde zum 1. Februar desselben Jahres aufgenommen (Mitgliedsnummer 7.463.866).
Im April 1940 traf er mit der Wehrmacht im besetzten Norwegen ein um die Stickstoffprodukte der Norsk Hydro für die deutsche Kriegsproduktion zu sichern.
Nach Kriegsende wurde Oster 1946 von der US-Army festgenommen und während der Nürnberger Prozesse im I.G.-Farben-Prozess mit 22 weiteren Beschuldigten angeklagt. Am 30. Juli 1948 erfolgte seine Verurteilung zu zwei Jahren Haft wegen „Plünderung und Raub“. In der Urteilsbegründung wurde folgendes zur Verurteilung Osters angeführt: 
„Es hat sich ergeben, daß Oster nach der Einleitung des Nordisk-Lettmetall-Projekts Mitglied des Aufsichtsrats der Norsk-Hydro war, und daß er auf Grund der Vorstandssitzungen und der ihm zugesandten Berichte über den allgemeinen Charakter und Zweck des Programms unterrichtet gewesen ist, das die Verwendung der Norsk-Hydro-Fabriken für den Ausbau der Leichtmetall-Erzeugung in Norwegen zur Förderung der Luftwaffeproduktion vorsah[...] Die Beweisaufnahme hat […]Osters Kenntnis von der Tatsache ergeben, daß das Projekt gegen den Willen der Norsk-Hydro durchgeführt wurde […] In Kenntnis dieser Umstände hat er der Beteiligung der I.G. an dem Projekt zugestimmt.“
Nach der Haftentlassung aus dem Kriegsverbrechergefängnis Landsberg war Oster bereits 1949 wieder Mitglied des Aufsichtsrats der Gelsenberg AG. Oster starb Ende Oktober 1954 in Essen.